# Stagno(II) 2-etilesanoato
Lo stagno(II) 2-etilesanoato o stagno(II) ottanoato o ottanoato stannoso (Sn(Oct)2) è un composto dello stagno. Viene prodotto per reazione tra l'ossido di stagno(II) e l'acido 2-etilesanoico, e si presenta a temperatura ambiente come un liquido incolore, sebbene a volte appaia giallo a causa di impurità o parziale ossidazione dello Sn(II) a Sn(IV).
Viene utilizzato come catalizzatore nelle polimerizzazioni ad apertura d'anello, come in quella per formare il PLA a partire dal monomero lattide.